# میخائیل بویارسکی
میخائیل بویارسکی (روسی: Михаи́л Серге́евич Боя́рский؛ زادهٔ ۲۶ دسامبر ۱۹۴۹) هنرپیشه و خواننده اهل کشور اتحاد جماهیر سوسیالیستی شوروی (روسیهٔ کنونی) است. بیشتر شهرت وی به خاطر بازی در فیلم‌های تاریخی-ماجراجویی است.

## فیلمشناسی
از فیلم‌هایی که وی در آن نقش داشته است می‌توان به تاراس بولبا، شرلوک هولمز و زندانی شتو دیف اشاره کرد.

## جوایز
وی در سال ۱۹۹۰ برندهٔ جایزهٔ هنرمند مردمی روسیه شد.